# Vergadertafel van Vladimir Poetin
De vergadertafel van Vladimir Poetin is een ovale beukentafel met wit blad die eind jaren 1990 in het Kremlin werd geïnstalleerd, tijdens het presidentschap van Boris Jeltsin. De tafel is 6 meter lang, is van Italiaanse makelij en werd gemaakt van een enkele plaat beukenhout en ondersteund door drie uitgeholde houten standaards. De tafel is wit gelakt en aan de zijkant verguld.

## Omschrijving

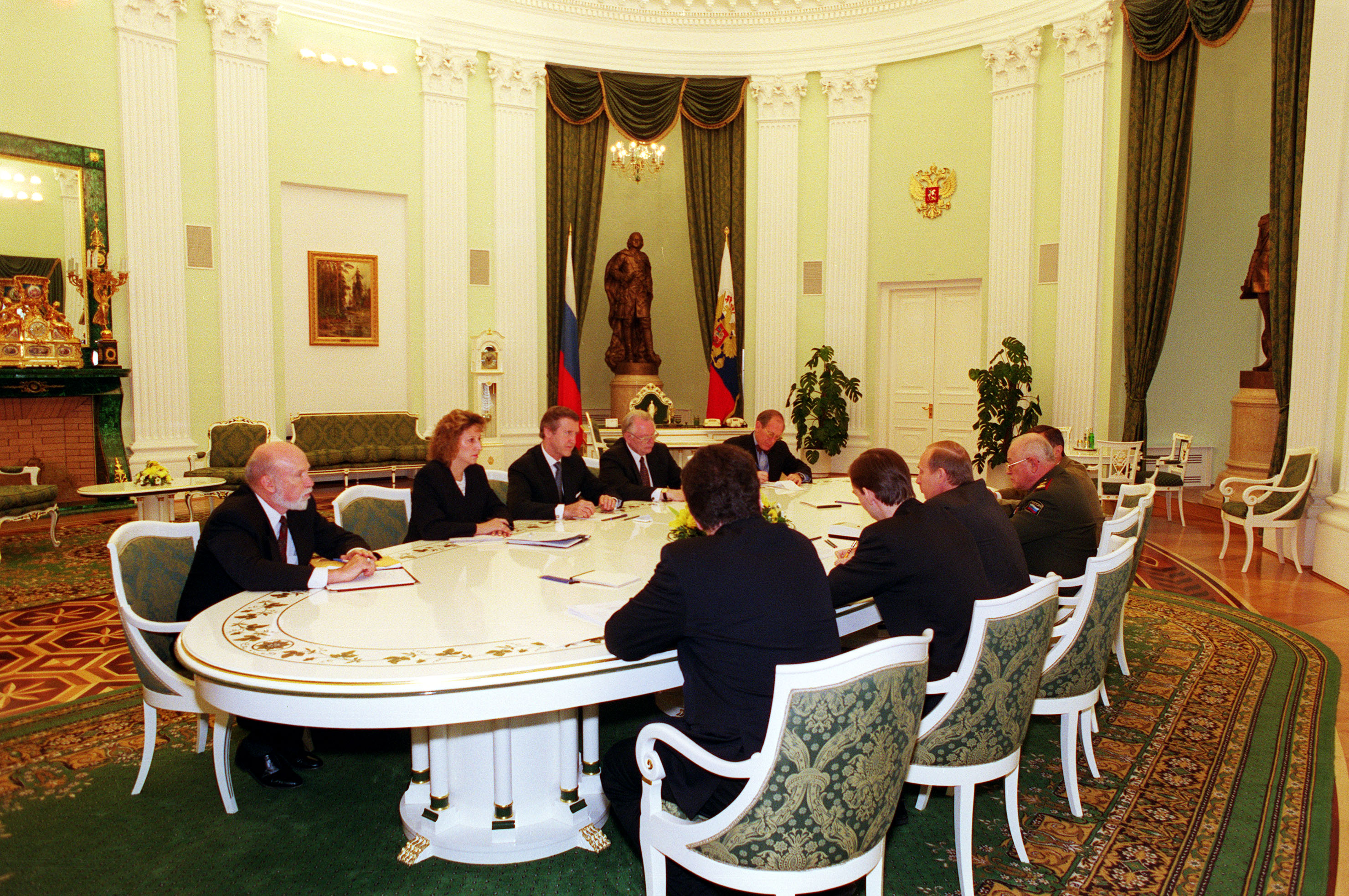
De bewuste tafel in het Kremlin in 2000.

In 2022 gebruikte de Russische president Vladimir Poetin de tafel om diverse wereldleiders te ontvangen, waaronder de Franse president Emmanuel Macron, de Duitse bondskanselier Olaf Scholz en VN-secretaris-generaal António Guterres. Poetin werd afgebeeld zittend aan het ene uiteinde van een zeer lange witte vergadertafel, met de andere gast ver weg van hem aan het andere uiteinde. Ook eigen Russische functionarissen werden in die periode door Poetin aan deze tafel ontvangen. Tijdens de Russische invasie van Oekraïne in 2022 maakte de tafel het voorwerp uit van talloze internetmemes.